# Gondulfes
Gondulfes (llamada oficialmente Santa Cruz de Gondulfes) es una parroquia y un lugar español del municipio de Castrelo del Valle, en la provincia de Orense, Galicia.

## Toponimia
La parroquia también es conocida por el nombre de Santa Cruz de Gondulces.

## Organización territorial
La parroquia está formada por dos entidades de población:
- Gondulfes
- Marbán

## Demografía

### Parroquia
| Gráfica de evolución demográfica de Gondulfes (parroquia) entre 2000 y 2022 |
|                                                                             |
| Datos según el nomenclátor publicado por el INE.                            |

### Lugar
| Gráfica de evolución demográfica de Gondulfes (lugar) entre 2000 y 2022 |
|                                                                         |
| Datos según el nomenclátor publicado por el INE.                        |